# Branisko (góry)
Branisko (515.29*) – zrębowe pasmo górskie we wschodniej Słowacji, część Łańcucha Rudaw Słowackich w Wewnętrznych Karpatach Zachodnich.
Pasmo Braniska jest niewielkie obszarowo. Stanowi pojedynczy grzbiet górski szerokości do 10 km, rozciągający się południkowo na długości niecałych 20 km. Na południu przełom Hornadu dzieli Branisko od Rudaw Słowackich, na północy poprzez płytkie obniżenie na linii Nižný Slavkov – Lipovce Branisko przechodzi w równie niewielkie pasmo Bachurenia. Od Kotliny Koszyckiej na wschodzie i Kotliny Hornadzkiej na zachodzie oddzielają Branisko uskoki. Głęboka przełęcz Branisko dzieli pasmo na wyższą część północną – masyw Smrekovicy ze szczytami Smrekovica (1200 m, najwyższy szczyt całego pasma) i Patria (1170 m) oraz na niższą część południową – masyw Sľubicy ze szczytami Sľubica (1129 m) i Rajtopíky (1036 m).
O przynależności Braniska do łańcucha Rudaw Słowackich decyduje budowa geologiczna – krystaliczne jądro (dioryty, migmatyty, paragnejsy i łupek krystaliczny) z autochtoniczną pokrywą osadową (górnopaleozoiczne łupki, zlepieńce i piaskowce) i resztkami płaszczowiny gemerydzkiej (przeważnie wapienie triasowe).
Pasmo jest pokryte lasami bukowymi z domieszką świerka w wyższych partiach.
Przez przełęcz Branisko biegnie droga nr 18 łącząca Preszów z Popradem. Pod całym pasmem przebiega tunel drogowy Branisko w ciągu autostrady D1.